# Ліберальне християнство
Ліберальне християнство, також відоме як ліберальна теологія, а історично як християнський модернізм, — це рух, який інтерпретує християнське вчення з урахуванням сучасних знань, науки та етики. Воно наголошує на важливості розуму і досвіду над доктринальним авторитетом. Ліберальні християни розглядають свою теологію як альтернативу атеїстичного раціоналізму і теології, заснованої на традиційному тлумаченні зовнішніх авторитетів (таких як Біблія або священний переказ).
Ліберальна теологія виросла з раціоналізму та романтизму епохи Просвітництва XVIII та XIX століть. До кінця XIX і початку XX століть воно характеризувалося прийняттям дарвінівської еволюції, використанням сучасної біблійної критики та участю у русі Соціального Євангелія. Це був період, коли ліберальне богослов'я було найбільш домінуючим у протестантських церквах. Вплив ліберальної теології зменшився зі зростанням неоортодоксії у 1930-х роках та теології звільнення у 1960. Католицькі форми ліберальної теології виникли наприкінці ХІХ століття. До XXI століття ліберальне християнство стало екуменічною традицією, що включає як протестантів, і католиків.
У контексті теології слово «ліберал» не належить до політичного лібералізму, його слід відрізняти від прогресивного християнства. 

## Вплив у США
Ліберальне християнство було найвпливовішим в основних протестантських церквах на початку XX століття, коли його прихильники вірили, що зміни, які воно завдасть, стануть майбутнім християнської церкви. Його найбільшим і найвпливовішим проявом стало Християнське соціальне євангеліє, найвпливовішим представником якого був американський баптист Уолтер Раушенбуш. Раушенбуш виділив чотири інституціоналізовані духовні зла в американській культурі (які він визначив як риси «особистісних сутностей», організацій, здатних мати моральну силу): це індивідуалізм, капіталізм, націоналізм і мілітаризм.
Інші наступні теологічні рухи всередині американського протестантського напряму включали політичну теологію визволення, філософські форми постмодерністського християнства і різноманітні теологічні впливи, як християнський екзистенціалізм (що бере початок від Серена К'єркегора і включає інших теологів і вчених, таких як Рудольф Бультман та Пауль Тілліх) і навіть консервативні рухи, такі як нео-євангелізм, нео-ортодоксія та палео-ортодоксія. Діну М. Келлі, ліберальному соціологу, на початку 1970-х років було доручено вивчити цю проблему, і він визначив потенційну причину занепаду ліберальних церков: те, що деякі вважали надмірною політизацією Євангелія, і особливо їхнє очевидне пов'язання Євангелія з політичними цілями лівих демократів.
У 1990-х і 2000-х роках відбулося відродження не доктринальних, богословських робіт з біблійної екзегези та теології, прикладом яких є такі постаті, як Маркус Борг, Джон Домінік Кроссан, Джон Шелбі Спонг, Карен Армстронг та Скотті МакЛеннан.